# Светозар Христов
Светозар Христов е български певец и музикант, известен с участията си в „Аз пея в Ку-Ку Бенд“, „Музикална академия Ку-Ку Бенд“ и „5 stars“. 
От 2015 г. е част от вокалния квартет „Белканто“, който е сформиран по време на един от сезоните на предаването X Factor. Самостоятелно изпълнява песни в различни жанрове – поп, рок и попфолк. Познат е също под псеводнима Зарко.

## Биография
Роден е на 9 юни 1977 г. в София. В 8 клас се премества в Стара Загора, където завършва средното си образование в СОУ „Максим Горки“ с руски и френски език. На 16 години започва първите си музикални опити. Първия си запис прави през 1993 г. Христов преминава през много различни стилове, започвайки с хип-хоп, преминавайки през гръндж, а в по-късен етап – фънк, соул, арендби и джаз. През 2000 г. започва работа в звукозаписно студио и записва над 200 песни – авторски и кавъри.
През 2004 г. участва в конкурс на Слави Трифонов – музикалното шоу „Аз пея в КуКу-Бенд“, където е финалист, но не печели. С останалите отпаднали на финала участва в последвалия нов конкурс – „Музикална академия КуКу-Бенд“, където участниците правят авторски песни. Той е победител в това състезание, наградата е запис на албум и клип, но така и не се осъществява. След края на конкурса Слави Трифонов реализира нов телевизионен проект – „5 Stars“, където петимата участници, в т.ч. Светозар, пеят кавър версии на песни на всеки гост. Впоследствие той отпада от шоуто и подписва договор с музикалната компания „A Productions“.
Известни песни на Светозар Христов са „Торбалан кючек“, „Избегала мома“, „Пътят към дома“, „Бяс“, „Enjoying the party“. Има няколко съвместни песни с Лора Владова, сред които „If You Come Baby“ (с която се представят на конкурса за българска песен за Евровизия) и „Нова песен неромантична“ – с участието на рапъра Устата. Има дуети с Владимир Димов, също участник във „5 Stars“ („Tired Soul“)  и с Магдалена Джанаварова.
През 2009 г. заминава за САЩ, където работи като уличен музикант. През 2011 г. участва в предаването X Factor, но отпада в тренировъчните лагери. През ноември 2011 г. записва песента Keep me down, с която участва в Българската песен на Евровизия 2012. С тази песен той участва в полуфинала на конкурса.
През есента на 2015 година за втори път участва в шоуто, като този път преминава към концертите на живо и е част от мъжката група Belcanto. През 2015 г. се завръща от САЩ и записва песента „Вечното момиче“.
През пролетта на 2016 г. участва в шоуто за имитации Като две капки вода, където пее в дует с актьора Георги Низамов. От 2019 г. е в компанията Hit Mix Music, където под псевдонима Зарко изпълнява хумористични поп фолк парчета.

## Дискография

### Самостоятелно
- Pandemonium (2010)[11][12]

### С Белканто
- „Нюанси“ (2020)
- „Възрожденский“ (2023) /с Берковската духова музика/[13]